# Мамедова, Гюльчохра Гусейн кызы
Гюльчохра Гусейн кызы Мамедова (азерб. Gülçöhrə Hüseyn qızı Məmmədova; род. 24 апреля 1953 года, Ведийский район, Армянская ССР) — государственный, общественно-политический деятель. Депутат Милли меджлиса Азербайджанской Республики II и IV созывов. Доктор архитектуры, профессор. Ректор Азербайджанского университета архитектуры и строительства. Заслуженный архитектор Азербайджана (2006). 

## Биография
Гюльчохра Мамедова родилась 24 апреля 1953 году в Вединском районе, Армянской ССР. После окончания средней школы в 1971 году поступила на архитектурный факультет Азербайджанского политехнического института и в 1976 году окончила архитектурный факультет вновь созданного Азербайджанского института инженеров строительства. В сентябре 1975 года была избрана секретарём комитета комсомола Азербайджанского института инженеров строительства и работала в этой должности до 1979 года. В 1979 году начала работать ассистентом на кафедре архитектурных конструкций и реставрации памятников того же института. В 1987 году была избрана на должность старшего преподавателя, в 1991 году — доцент, а в 2000 году - профессор этой же кафедры.
В 1999 году была назначена ректором Азербайджанского университета архитектуры и строительства.
Её научная деятельность в основном связана с изучением архитектуры Кавказской Албании и христианской религиозной архитектуры на территории Азербайджана. Работала над проектами реставрации и научной реконструкции многих памятников. В 1985 году защитила кандидатскую диссертацию на тему "Раннесредневековая христианская архитектура Кавказской Албании", в 1999 году защитила докторскую диссертацию на тему "Религиозная архитектура Кавказской Албании".
Участвовала в организации и выступала с докладами на многих международных научных конференциях, руководила рядом международных проектов по реставрации памятников архитектуры.
С 2000 по 2005 годы избиралась депутатом Милли меджлиса Азербайджанской Республики II созыва. В 2010 году вновь была избрана депутатом Национального собрания IV созыва. Член партии Новый Азербайджан. 
С 1985 года член Союза архитекторов Азербайджана. Действительный член Восточноевропейского отделения Международной академии наук и Международной академии архитектуры стран Востока.
Замужем, имеет двоих детей.

## Награды
- Заслуженный архитектор Азербайджана (21 апреля 2006) — за заслуги в развитии образования в Азербайджане[6],
- Медаль МОГО (2011 год)[7],
- Диплом Азербайджанской инженерной академии (2012 год, Азербайджанская инженерная академия)[8],
- Золотая медаль «XX юбилей Международной инженерной академии» (2012, Азербайджанская инженерная академия)[8],
- Орден Слава (11 апреля 2013) — за активное участие в общественно-политической жизни Азербайджанской Республики[9],
- Почётный диплом Президента Азербайджанской Республики (14 июня 2016) — за заслуги в развитии образования в Азербайджане[10].